# 河南省 (越南)
河南省（越南语：／）是原越南紅河三角洲的一个省，省莅府里市。

## 地理
河南省北接河内市，东接兴安省和太平省，南接宁平省和南定省，西接和平省。

## 歷史

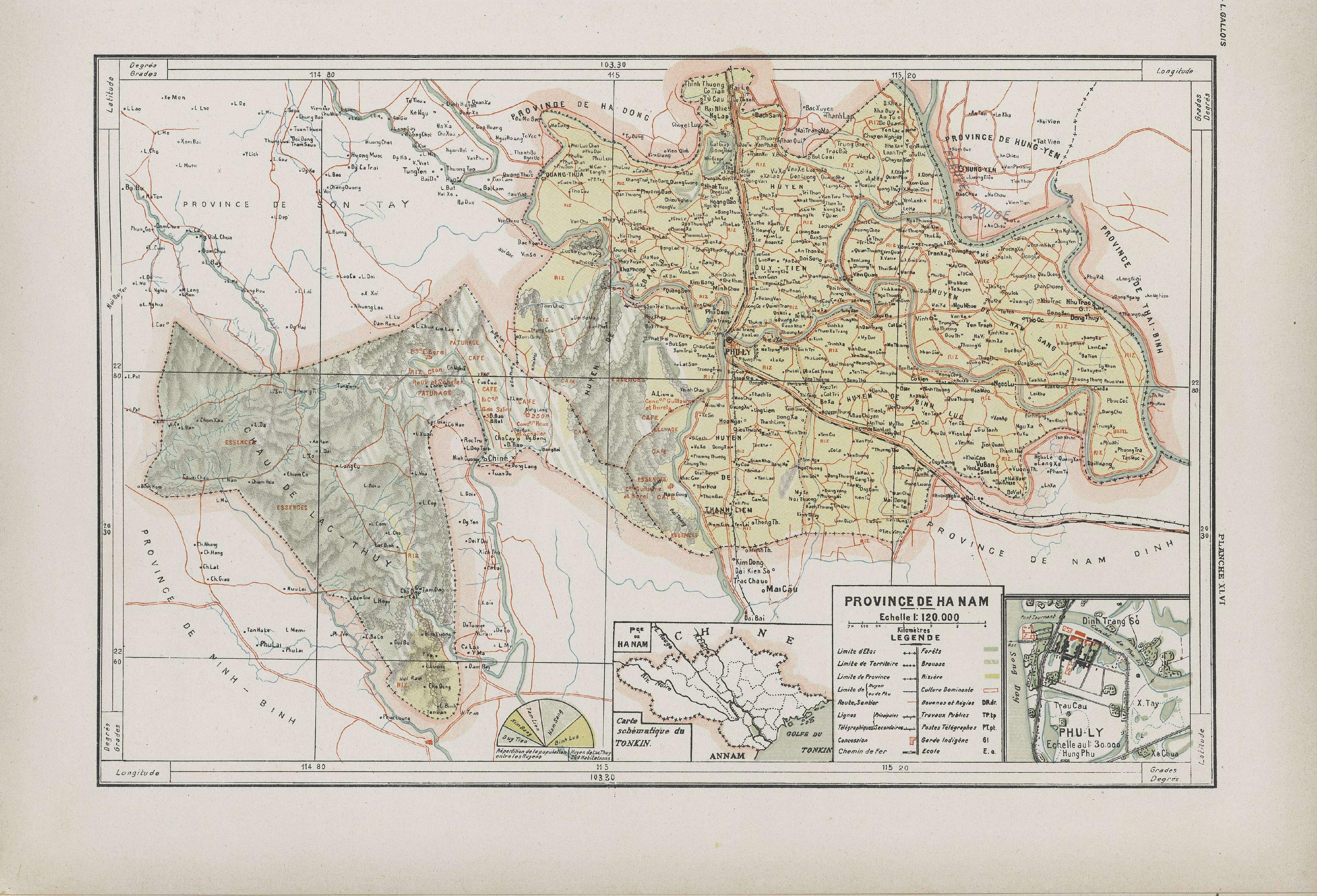
法属印度支那时期的河南省地图

屬明時期，河南省屬於交趾等處承宣布政使司利仁州。後黎朝時，改為蒞仁府，隸屬山南承宣。阮朝改為里仁府，隶属河内省。里仁府下辖金榜县、维先县、青廉县、平陆县和南昌县5县。
成泰元年（1889年），河内城割让给法国，河内省省莅迁至里仁府府莅。
成泰二年（1890年）七月，殖民政府将平陆县、青廉县、南昌县3县划归南定省，设立廉平府。九月，殖民政府决定设立新省，将南定省廉平府和河内省里仁府合设为一省，从河内省和南定省省名中各取一字，定名为河南省，河内省省莅迁至他处。
河南省下辖里仁府、廉平府2府和维先县、金榜县、青廉县、平陆县和南昌县5县。后来，廉平府被撤销，里仁府兼理南昌县，全省管辖里仁府1府和维先县、金榜县、青廉县、平陆县4县。
维新二年（1908年），和平省乐水州划归河南省管辖。
保大后期，平陆县升格为平陆府。河南省下辖里仁府、平陆府2府；金榜县、维先县、青廉县3县；乐水州1州。
1945年，八月革命爆发，越南民主共和国接管政权。
1946年，北越政府将乐水州划归和平省。
1948年1月25日，越南政府将各战区合并为联区，战区抗战委员会改组为联区抗战兼行政委员会。第二战区、第三战区和第十一战区合并为第三联区，设立第三联区抗战兼行政委员会，河南省划归第三联区管辖。
1948年3月25日，北越废除府、州、郡，统一改称为县，河南省下辖里仁县、维先县、平陆县、金榜县、青廉县5县和省莅河南市社。
1953年，南定省义兴县、务本县和懿安县3县划归河南省管辖；河南省乐水县划归和平省管辖。
1956年4月，义兴县、务本县和懿安县3县划归南定省管辖。
1958年11月24日，胡志明签署敕令，自12月1日起撤销第三联区。河南省划归中央政府直接管辖。
1965年4月21日，河南省和南定省合并为南河省，省莅在南定市。
1975年12月27日，南河省和宁平省合并为河南宁省。
1977年4月27日，河南市社和金榜县、青廉县合并为金青县。
1981年4月9日，金青县重新分设为河南市社和青廉县、金榜县。
1991年8月12日，河南宁省重新分设为宁平省和南河省。
1996年11月6日，南河省重新分设为南定省和河南省；河南市社更名为府里市社。
2008年6月9日，府里市社改制为府里市。
2019年12月17日，维先县改制为维先市社。
2024年11月14日，越南国会常务委员会通过决议，自2025年1月1日起，金榜县改制为金榜市社。
2025年7月1日併入寧平省走入歷史。

## 行政區劃
河南省下辖1市2市社3县，省莅府里市。
- 府里市（Thành phố Phủ Lý）
- 維先市社（Thị xã Duy Tiên）
- 金榜市社（Thị xã Kim Bảng）
- 平陸縣（Huyện Bình Lục）
- 里仁縣（Huyện Lý Nhân）
- 青廉縣（Huyện Thanh Liêm）

## 外部連結
- 河南省电子信息门户网站 （页面存档备份，存于）（越南文）